# 輝生かなで
輝生 かなで（きお かなで、1995年4月24日 - ）は、日本の女優。元宝塚歌劇団月組の男役。
茨城県東茨城郡、智学館中等教育学校出身。身長167cm。愛称は「あち」。

## 来歴
2011年、宝塚音楽学校入学。
2013年、音楽学校卒業後、宝塚歌劇団に99期生として入団。入団時の成績は16番。雪組公演「ベルサイユのばら」で初舞台。
2014年、組まわりを経て月組に配属。
2019年1月20日、珠城りょう・美園さくらトップコンビお披露目となる「ON THE TOWN」（東京国際フォーラム公演）千秋楽をもって、宝塚歌劇団を退団。
退団後は舞台を中心に活動を続けている。

## 宝塚歌劇団時代の主な舞台

### 初舞台
- 2013年4 - 5月、雪組『ベルサイユのばら-フェルゼン編-』（宝塚大劇場のみ）

### 組まわり
- 2013年7 - 10月、月組『ルパン-ARSÈNE LUPIN-』『Fantastic Energy!』

### 月組時代
- 2014年3 - 6月、『宝塚をどり』『明日への指針 -センチュリー号の航海日誌-』『TAKARAZUKA 花詩集100!!』[1]
- 2014年7 - 8月、『THE KINGDOM』（日本青年館・ドラマシティ） - フランクリン
- 2014年9 - 12月、『PUCK（パック）』 - 新人公演：ピッコロ（本役：朝美絢）『CRYSTAL TAKARAZUKA-イメージの結晶-』
- 2015年2 - 3月、『風と共に去りぬ』（中日劇場）[1]
- 2015年4 - 7月、『1789-バスティーユの恋人たち-』 - 新人公演：ハンス・アクセル・フォン・フェルゼン伯爵（本役：暁千星）[1]
- 2015年9月、『DRAGON NIGHT!!』（ドラマシティ・文京シビックホール）[1]
- 2015年11 - 2016年2月、『舞音-MANON-』 - モーリス・デュラン、新人公演：トゥアン（本役：暁千星）／アンリ・ルグラン（本役：紫門ゆりや）『GOLDEN JAZZ』
- 2016年3 - 4月、『激情』 - ピカドール『Apasionado（アパショナード）!!III』（全国ツアー）
- 2016年6 - 9月、『NOBUNAGA〈信長〉-下天の夢-』 - 新人公演：ロルテス（本役：珠城りょう）『Forever LOVE!!』
- 2016年10月、『FALSTAFF』（バウホール） - パリス伯爵
- 2016年10 - 11月、『Bow Singing Workshop〜月〜』（バウホール）
- 2017年1 - 3月、『グランドホテル』 - ベルボーイ、新人公演：運転手（本役：宇月颯）『カルーセル輪舞曲（ロンド）』[1]
- 2017年5月、『長崎しぐれ坂』 - 佐藤『カルーセル輪舞曲（ロンド）』（博多座）
- 2017年7 - 10月、『All for One』 - ピエール、新人公演：アラミス（本役：美弥るりか）[1]
- 2017年12月、『Arkadia-アルカディア-』（バウホール） - フェリクス[1]
- 2018年2 - 5月、『カンパニー-努力（レッスン）、情熱（パッション）、そして仲間たち（カンパニー）-』 - バーバリアン、新人公演：高野悠（本役：美弥るりか）『BADDY（バッディ）-悪党（ヤツ）は月からやって来る-』
- 2018年7月、『愛聖女（サントダムール）-Sainte♡d’Amour-』（バウホール） - エルヴェ・ベナディア[1]
- 2018年8 - 11月、『エリザベート-愛と死の輪舞（ロンド）-』 - 黒天使（娼婦）、新人公演：フランツ・ヨーゼフ（本役：美弥るりか）[1]
- 2019年1月、『ON THE TOWN（オン・ザ・タウン）』（東京国際フォーラム） - トム／警官／コンガ・クバーナのMC 退団公演[1]

## 宝塚歌劇団退団後の主な活動

### 舞台
- 2021年12 - 2022年1月、『フィスト・オブ・ノーススター〜北斗の拳〜』（日生劇場・梅田芸術劇場・愛知県芸術劇場）[4]
- 2022年6 - 7月、『ガイズ&ドールズ』（帝国劇場・博多座）[5]
- 2022年9 - 10月、『フィスト・オブ・ノーススター〜北斗の拳〜』（オーチャードホール・キャナルシティ劇場）[6]
- 2023年11 - 12月、『天使にラブ・ソングを〜シスター・アクト〜』（東急シアターオーブ・梅田芸術劇場・静岡市清水文化会館）[7]
- 2024年8 - 9月、『キャッチ・ミー・イフ・ユー・キャン』（東京国際フォーラム・オリックス劇場）[8]
- 2024年11 - 12月、『Neo Doll』（シアターH） - リンドウ[9]